# Vădastra (gmina)
Vădastra – gmina w Rumunii, w okręgu Aluta. Obejmuje tylko jedną miejscowość Vădastra. W 2011 roku liczyła 1449 mieszkańców.